# 1992 aux Territoires du Nord-Ouest
Chronologie des Territoires du Nord-Ouest
- 1988
- 1989
- 1990
- 1991
- 1992
- 1993
- 1994
- 1995
- 1996

Cette page concerne des événements d'actualité qui se sont produits durant l'année 1992 dans le territoire canadien des Territoires du Nord-Ouest.

## Politique
- Premier ministre : Nellie Cournoyea
- Commissaire : Daniel Norris
- Législature : 12e (en)

## Événements

Le drapeau de la communauté francophone des Franco-ténois des Territoires du Nord-Ouest au Canada.

- adoption du drapeau franco-ténois qui devient le symbole du peuple des francophone du territoire.

- 18 septembre, Territoires du Nord-Ouest : neuf employés de la Mine Giant sont tués après qu'un employé en grève Roger Warren (en) fait exploser une bombe dans la mine.

- 12 novembre : un référendum qui encourage la création du Nunavut est un succès dans les Territoires du Nord-Ouest.